# Kuranlage Bad Suderode

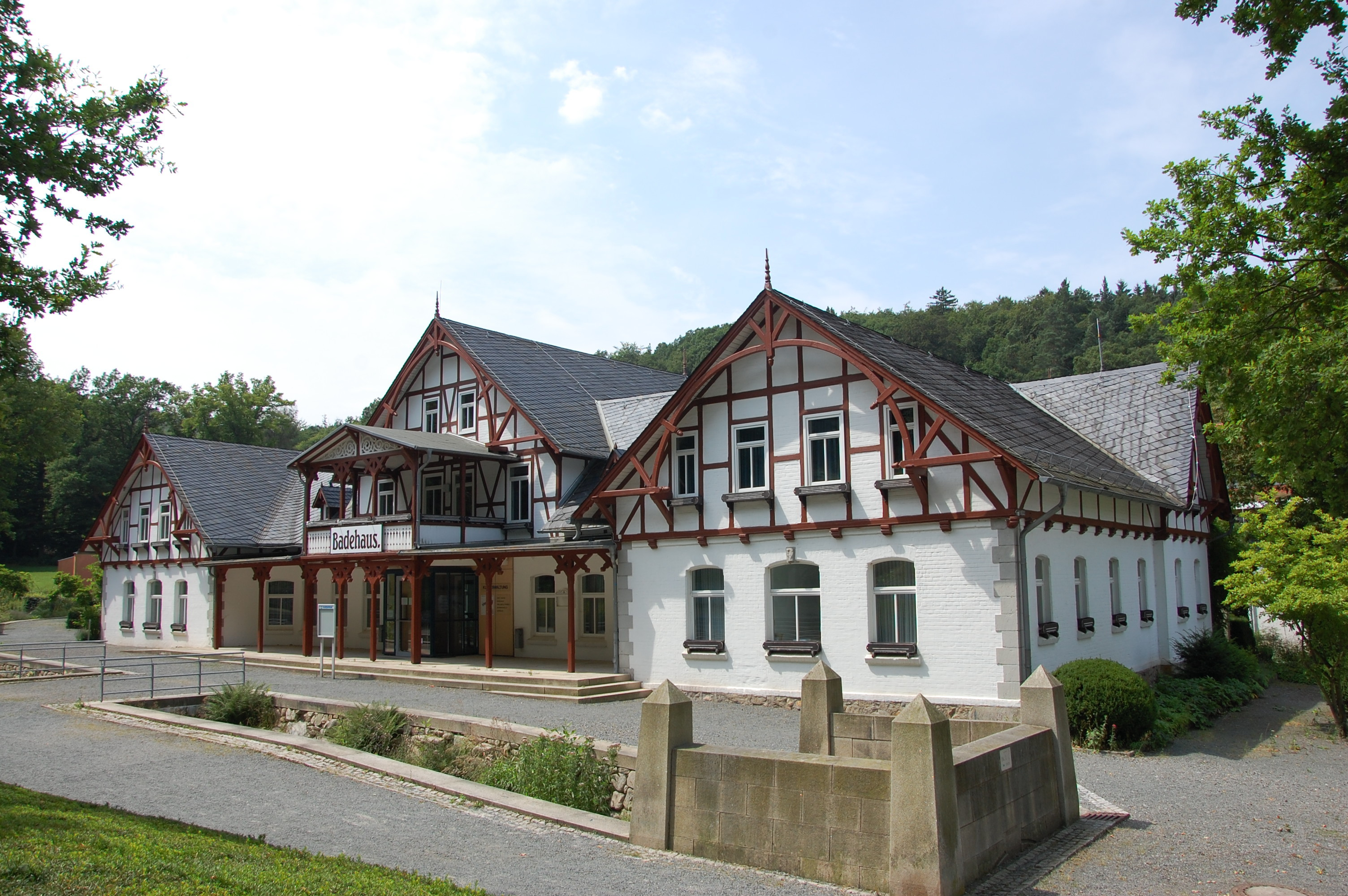
Kurhaus

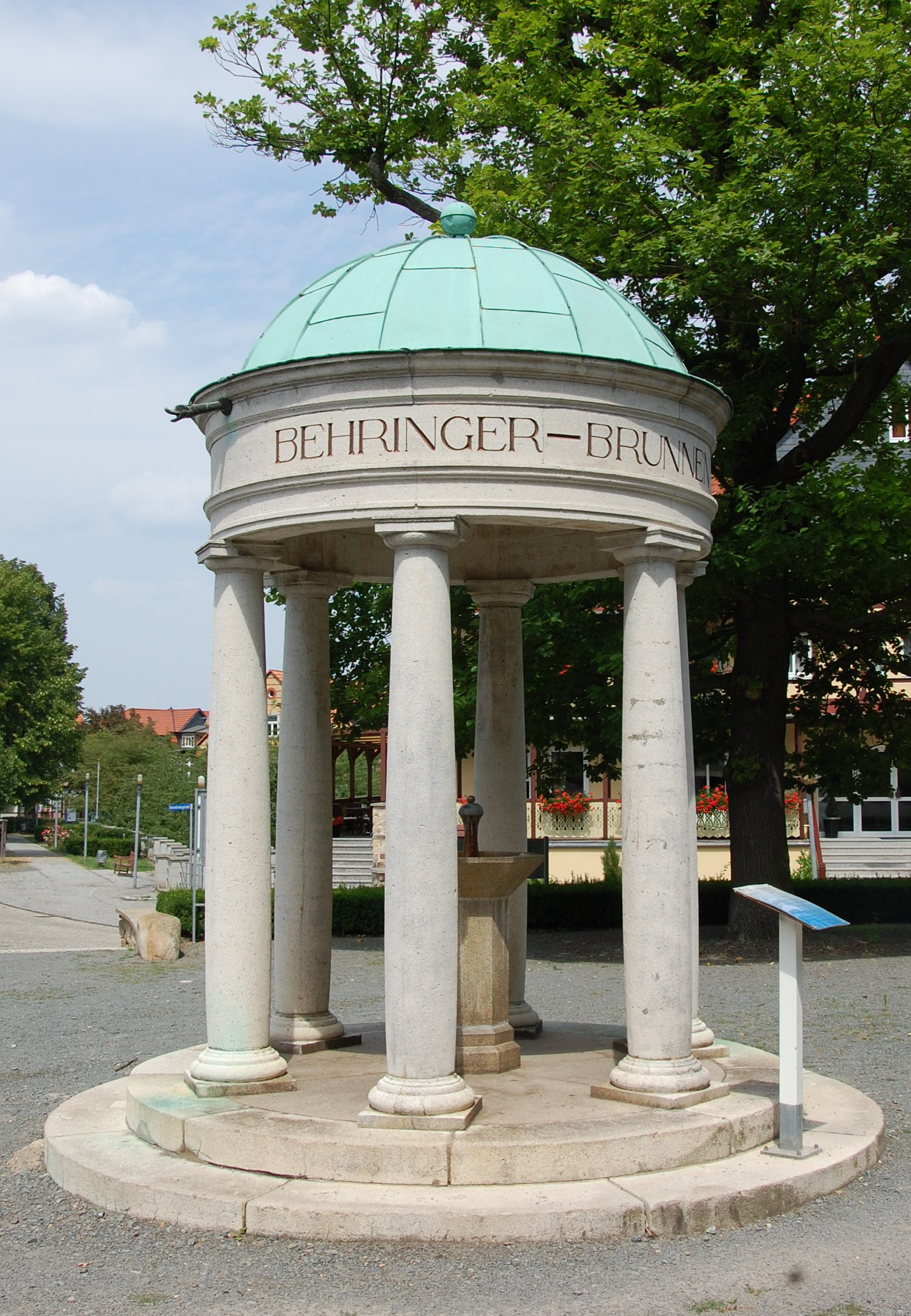
Behringer-Brunnen

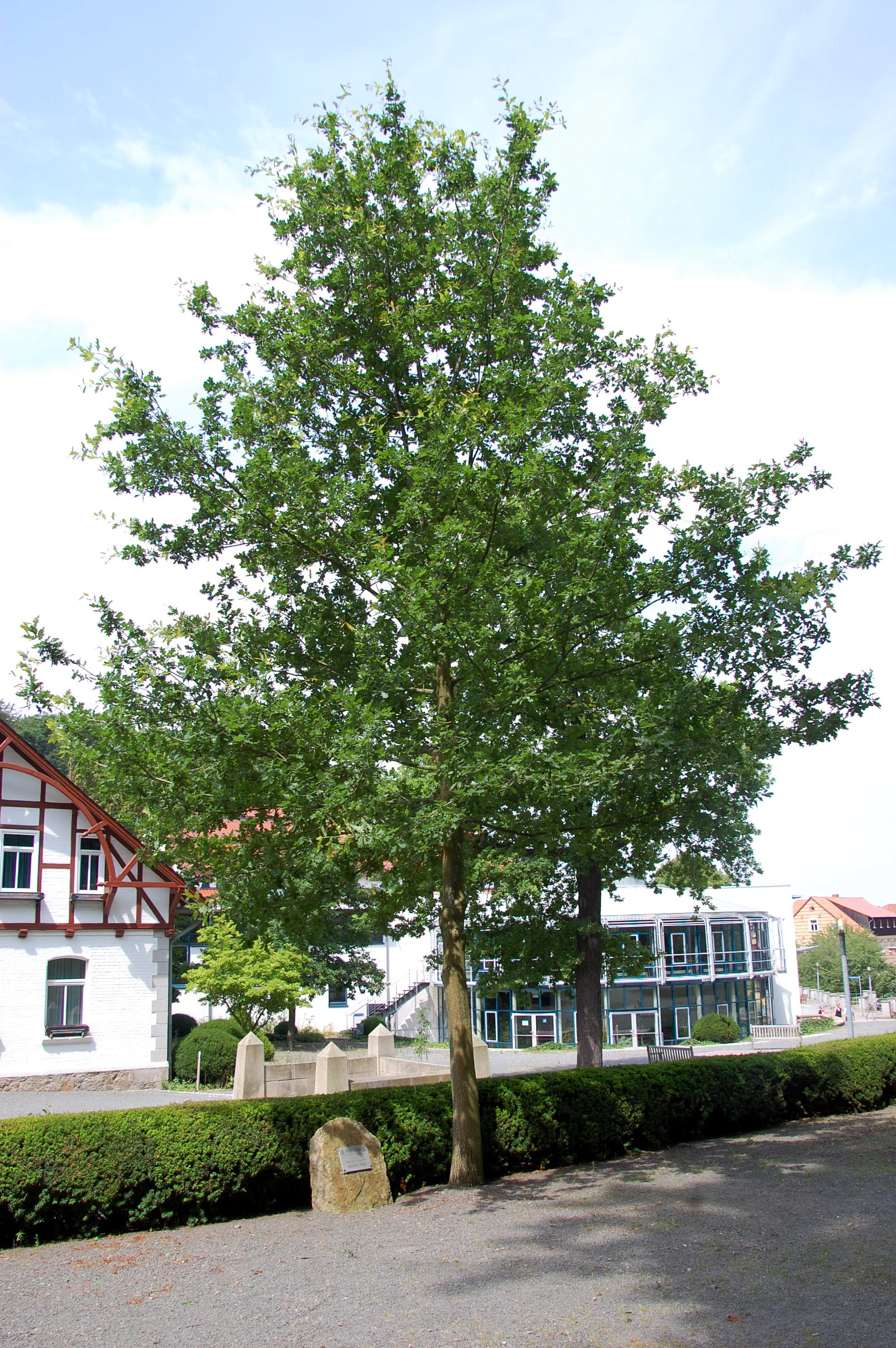
Pohl-Eiche

Die Kuranlage Bad Suderode ist eine denkmalgeschützte Kuranlage im zur Stadt Quedlinburg in Sachsen-Anhalt gehörenden Ortsteil Bad Suderode.

## Lage
Sie befindet sich am südlichen Ende der Ortslage von Bad Suderode im Kalten Tal am Fuße des Schwedderbergs. Im örtlichen Denkmalverzeichnis ist sie als Kuranlage eingetragen.

## Architektur und Geschichte
Die Kuranlage entstand im Zuge der Entwicklung des Orts zum Kurbad, nachdem 1819 eine Kalziumquelle wiederentdeckt worden war. Ehemalige bergbaulich, insbesondere für die Wasserhaltung, genutzte Anlagen wurden dabei für die Zwecke der Heilbehandlung umgenutzt. Reste der bergbaulichen Nutzung stellen unter anderem die Lessinghöhle und die Zwiebackhöhle dar. Die Anlage des Kurparks erfolgte in der Mitte des 19. Jahrhunderts. 1911 wurde Suderode zum Kurbad. Bereits 1910 hatte man im Kurpark ein Inhalatorium zur Zerstäubung der Solle errichtet. Im Jahr 1934 wurde der Kurpark neu angelegt.
Der Kurpark ist weitläufig und wurde in der Form eines englischen Landschaftsparks gestaltet. Im südlichen Teil des vom Kaltentalbachs durchflossenen Parks hat er den Charakter eines Waldes. Am Südende befindet sich eine in Fachwerkbauweise errichtete Gastwirtschaft.
Die Kalziumquelle ist in der Form eines 1934 errichteten Monopteros, dem Behringer-Brunnen, gefasst. Größter Bau der Anlage ist das Kurhaus mit aufwendig gestalten Loggien. Westlich des Kurhauses verläuft eine Freitreppe ein deutliches Stück den Schwedderberg hinauf.
Im südlichen Teil der Anlage befindet sich ein historischer im Denkmalverzeichnis eingetragener Grenzstein, der die Grenze zwischen den ehemaligen deutschen Ländern Preußen und Anhalt markierte. Im Gelände des Parks befinden sich noch weitere Grenzsteine. Darüber hinaus wurde dort ein Gesteinsgarten angelegt. 
1913 wurde im nördlichen Teil der Anlage eine Friedenseiche gesetzt. Auf einem neben der Eiche stehenden Gedenkstein befindet sich die Inschrift Friedenseiche 1813 + 1913 gesetzt 1913 Zur Erinnerung an den Befreiungskrieg und zur Mahnung an alle den Frieden zu wahren. Nahe dem Kurhaus im nördlichen Teil wurde im Jahr 2001 zur Erinnerung an den Bad Suderöder Wanderwart Günter Pohl die Pohl-Eiche gepflanzt. Ein Gedenkstein erläutert ihre Bedeutung.